# エル・エントレリアーノ
『エル・エントレリアーノ』（El entrerriano）とは、ピアノ弾きのロセンド・メンディサーバルが1897年に作曲したタンゴ。

## 概要
曲名は「エントレ・リオス州の人」という意味である。
広くCDやラジオ放送またインターネットで聴かれるタンゴの中で、最古のものとされる。もっとよく聴かれる『エル・チョクロ』よりは、8年古い。
エントレ・リオス州出身の牧場主のリカルド・セゴビア Ricardo Segovia に捧げられた曲である。
陽気で華麗なメロディーが流れ、途中で半音階進行が出てくる。
フランシスコ・カナロ楽団、ロベルト・フィルポ楽団、アニバル・トロイロ楽団、ファン・ダリエンソ楽団、その他様々タンゴ楽団の録音がある。
また、YouTube でも、お目にかかることがある